# Bylice (województwo wielkopolskie)
Bylice – wieś w Polsce położona w województwie wielkopolskim, w powiecie kolskim, w gminie Grzegorzew.
Wieś królewska należąca do starostwa kolskiego, pod koniec XVI wieku leżała w powiecie konińskim województwa kaliskiego. W latach 1975–1998 miejscowość administracyjnie należała do województwa konińskiego.